# Yuba City Racquet Club Challenger 2005
Lo Yuba City Racquet Club Challenger 2005, noto come Sunset Moulding YCRC Challenger 2005 per motivi di sponsorizzazione, è stato un torneo professionistico maschile di tennis facente parte della categoria ATP Challenger Series nell'ambito delle ATP Challenger Series 2005. È stata l'edizione inaugurale del torneo e si è svolta dal 30 maggio al 5 giugno 2005 sui campi in cemento dello Yuba City Racquet Club di Yuba City, negli Stati Uniti.

## Vincitori

### Singolare
Cecil Mamiit ha battuto in finale  Paul Goldstein con il punteggio di 6–4, 6–4

### Doppio
Brandon Coupe /  Justin Gimelstob hanno battuto in finale  Santiago González /  Bruno Soares con il punteggio di 6–2, 3–6, 7–6(1)